# Hannah Crafts
Hannah Crafts fou una esclava afroamericana estatunidenca del segle xix que va escriure les obres The Bondwoman's Narrative i Autobiografia d'una esclava, que foren trobades l'any 2002 quan es van vendre en subhasta els documents d'un professor de Harvard. Després d'una anàlisi rigorosa, Henry Louis Gates Jr., va establir que els manuscrits trobats eren de Hannah Crafts.
Aquesta havia estat una esclava que havia escapat del seu antic amo, el polític John Hill Wheeler, l'any 1857. Hi descriu de manera molt realista la condició dels seus semblants davant de la crueltat de l'esclavista Sir Clifford, la frivolité de la Senyora Wheeler...
Malgrat tenir un final una mica idealista, el relat té una gran força L'autor mostra grans qualitats literàries, realisme i hi ha humor.